# شريان عيني
الشريان العيني (بالإنجليزية: Arteria ophthalmica)‏، هو شريان ينشأ من الشريان السباتي الباطن بعد خروجه من الجيب الكهفي، ويسير إلى الأمام عبر النفق البصري أسفل ووحشي من العصب البصري، ثم يسير إلى الأمام ليكون الجدار الأُنسي لجوف الحجاج ويعطي فروعاً متعددة هي؛ الشريان الشبكي المركزي، الشريان الدمعي، الشرايين الهدبية الخلفية القصيرة والطويلة، الشريان فوق الحجاج، الشريان الغربالي الخلفي والأمامي، الشرايين الهدبية الأمامية، شريان ظهر الأنف والشريان فوق البَكَري.